# Moose Hill Farm
Moose Hill Farm ist die Bezeichnung eines 347 Acres (1,4 km²) großen Naturschutzgebiets rund um die gleichnamige Erhebung in der Nähe von Sharon im Bundesstaat Massachusetts der Vereinigten Staaten. Es wird von der Organisation The Trustees of Reservations verwaltet.

## Geschichte
Im Jahr 1904 übernahm der aus Walpole stammende Henry P. Kendall, dessen Stiftung noch heute existiert, mit nur 26 Jahren die in wirtschaftlichen Schwierigkeiten befindliche Watte-Fabrik seines Onkels am Ufer des Neponset River. Im Laufe seines Lebens baute er diese zum international tätigen Textil-Großunternehmen Kendall Company aus, das 1972 von Colgate-Palmolive übernommen wurde.
Sein Erfolg erlaubte es Kendall, das Gelände der Moose Hill Farm zu erwerben und zu bewahren. In den 1940er Jahren grasten dort Milchkühe aus Guernsey, was eine außerordentliche Besonderheit darstellte; zudem gehörten mehrere tausend Acres Waldgebiet zum Farmgelände. Die noch erhaltenen Fundamente, Steinwälle und Freiflächen zeigen die Entwicklung der Landwirtschaft in Massachusetts über die letzten Jahrhunderte auf. Die Henry P. Kendall Foundation übertrug das heutige Schutzgebiet im Jahr 2005 an die Trustees of Reservations.

## Schutzgebiet
Die Besucher des Schutzgebiets können sich umfassend über die Geschichte der Landwirtschaft informieren. So wurden die Freiflächen mit Ochsen und Pflügen gerodet, dann mit Schafen bewirtschaftet und schließlich Milchkühen als Weide zur Verfügung gestellt. In den Wäldern stehen noch einige Exemplare der Amerikanischen Kastanie, die einst in den östlichen Vereinigten Staaten dominierend war, jedoch durch einen Borkenpilz beinahe ausgerottet wurde.
Der Moose Hill ist mit 466 ft (142 m) nach dem Great Blue Hill die zweithöchste Erhebung zwischen Boston und Providence. Er befindet sich nahe der ehemaligen informellen Grenze zwischen dem Bundesstaat Massachusetts und dem Gebiet der Wampanoag und spielte daher in der Vergangenheit stets eine strategische Rolle in Kultur und Politik der Indianer. Von seiner Spitze aus hat man einen guten Überblick auf die Skyline von Boston und das Neponset River Valley. Etwa 3,5 mi (5,6 km) Wanderwege stehen den Besuchern zur Verfügung.